# 臭氧化亚磷酸三苯酯
臭氧化亚磷酸三苯酯（英語：Triphenyl phosphite ozonide，缩写TPPO）是一种化合物，化学式为PO3(C6H5O)3，可用于生成单线态氧。
它和胺混合时，臭氧根断裂，生成单线态氧，并产生亚磷酸三苯酯。目前N-氧化吡啶是唯一已知能高效断裂臭氧根而不淬灭所生成氧的胺。

## 合成
TPO可由干燥的臭氧通入亚磷酸三苯酯的二氯甲烷溶液（−78 °C）反应得到，当亚磷酸酯过量时，TPPO会被还原为氧化膦（PO(C6H5O)3,），并放出氧气。